# 數學雜誌 (美國數學協會)
《数学杂志》（英語：Mathematics Magazine） 是美國數學協會的雙月刊，該雜誌的目標受眾是大學數學教授，尤其是教授高年級數學課程的數學教授，以及大學的數學系學生。該雜誌的內容是數學證明以及應用，而不是數學教育學。儘管如此，有別於數學研究期刊中簡潔的“定理—證明”風格，數學雜誌刊登的文章主要為數學概念和數學理論提供例子、應用和概念理論被提出的歷史背景。
2008年，數學雜誌的發行量為10000份。

## 歷史
《数学杂志》的前身為《數學新聞信》（英語：Mathematics News Letter，1926-1934），由美國路易斯安那州立大學的數學教授Samuel Thomas Sanders創辦；1934年更名為《國家數學雜誌》（英語：National Mathematics Magazine,1934-1945）。
1942年路易斯安那州立大學削減預算，在雜誌上投入的資金大量減少，1946年由於經費不足，雜誌停刊一年。1947年，加州大學洛杉磯分校的數學教授Glenn James買下雜誌出版權，雜誌更名為《數學雜誌》重新刊發。1961年數學雜誌的出版權轉移給美國數學協會。 
1981年，桃樂絲·舒特內德成為數學雜誌的第一位女性編輯。
MAA授予卡爾·B·亞倫道弗爾獎項，肯定其每年於《數學雜誌》上發表的「卓越性說明文章」。

## 延伸阅读
- Alexanderson, Gerald L.; Ross, Peter (编). . Washington: Mathematical Association of America. 2007. ISBN 978-0-88385-560-7.

## 外部連結
- 官方网站
- Mathematics Magazine （页面存档备份，存于） at JSTOR
- Mathematics Magazine （页面存档备份，存于） at Taylor & Francis Online